# Adhémar Schoufs
Adhémar Schoufs (26 oktober 1939) is een Belgische voormalige atleet, die gespecialiseerd was in de sprint en de tienkamp. Hij werd tweemaal Belgisch kampioen.

## Biografie
Schoufs werd in 1962 Belgisch kampioen op de 200 m en in 1963 op de tienkamp. Hij was aangesloten bij Cercle Athlétique Schaarbeek en Racing Gent.

## Belgische kampioenschappen
| Onderdeel | Jaar |
| --------- | ---- |
| 200 m     | 1962 |
| tienkamp  | 1963 |

## Persoonlijke records
| Onderdeel | Prestatie | Datum | Plaats |
| --------- | --------- | ----- | ------ |
| 200 m     | 21,9 s    |       |        |
| tienkamp  | 6488 p    |       |        |

## Palmares

### 200 m
- 1962:  BK AC - 22,0 s

### tienkamp
- 1963:  BK AC - 5468 p